# Uhti
Uhti är en ort i Estland. Den ligger i Ülenurme kommun och landskapet Tartumaa, i den sydöstra delen av landet, 170 km sydost om huvudstaden Tallinn. Uhti ligger 48 meter över havet och antalet invånare är 327.
Terrängen runt Uhti är platt. Runt Uhti är det glesbefolkat, med 12 invånare per kvadratkilometer. Närmaste större samhälle är Dorpat, 11,3 km norr om Uhti. Omgivningarna runt Uhti är en mosaik av jordbruksmark och naturlig växtlighet.